# Gaycation
Gaycation (también conocido como Gaycation with Elliot Page) es una serie documental de televisión de 2016 presentada por Elliot Page e Ian Daniel. La serie se estrenó el 2 de marzo de 2016 en Viceland como parte del lanzamiento de su nueva programación. La serie explora las culturas LGBTQ de todo el mundo, mientras Page y Daniel conocen a diferentes personas durante sus viajes y escuchan sus historias.

## Desarrollo
Gaycation se introdujo como parte del lanzamiento de la programación del nuevo canal de Vice Media, Viceland. La serie se concibió originalmente cuando Spike Jonze, como copresidente de Viceland, se acercó a Elliot Page y solicitó su opinión sobre posibles ideas de programas para el nuevo canal; sugirió un programa de viajes con una perspectiva LGBT. Después de que Jonze recomendó que Page fuera acompañado por un compañero durante la serie, Page sugirió a Ian Daniel, un amigo personal que tenía experiencia como curador de arte y trabajó como director de programas artísticos en The Civilians Theatre Company, para que lo contratara como co -anfitrión.
La serie se renovó para una segunda temporada en 2016.

## Producción
El rodaje de la primera temporada comenzó en junio de 2015 en la ciudad de Nueva York. En particular, el intento de Page de entrevistar a Ted Cruz en la Feria Estatal de Iowa fue grabado por transeúntes y se volvió viral; el momento aparecería en el episodio de la serie en Estados Unidos.
La filmación de la temporada 2 comenzó en marzo de 2016. Un episodio especial emitido el 24 de agosto de 2016 se centró en las secuelas del tiroteo masivo que ocurrió en el club nocturno Pulse en Orlando, Florida. La segunda temporada comenzó a transmitirse el 7 de septiembre de 2016. En enero de 2017, la serie fue nominada para un premio GLAAD Media Award.

## Temporadas
| Temporada | Temporada | Episodios | Estreno de la temporada  | Final de temporada      |
| --------- | --------- | --------- | ------------------------ | ----------------------- |
|           | 1         | 4         | 2 de marzo de 2016       | 23 de marzo de 2016     |
|           | Especial  | Especial  | 24 de agosto de 2016     | 24 de agosto de 2016    |
|           | 2         | 4         | 07 de septiembre de 2016 | 28 de noviembre de 2016 |
|           | Especial  | Especial  | 30 de abril de 2017      | 30 de abril de 2017     |

## Premios y nominaciones
| Año  | Asociación                 | Categoría                                | Categoría                | Resultado | Ref.   |
| Año  | Asociación                 | Premio                                   | Nominados                | Resultado | Ref.   |
| ---- | -------------------------- | ---------------------------------------- | ------------------------ | --------- | ------ |
| 2016 | 68 premios Primetime Emmy  | Outstanding Unstructured Reality Program | Gaycation                | Nominada  | [ 12 ] |
| 2017 | 32 Imagen Awards           | Best Informational Program               | Gaycation                | Ganadora  | [ 13 ] |
| 2017 | Premios Gold Derby 2017    | Reality Host                             | Elliot Page e Ian Daniel | Nominados | [ 14 ] |
| 2017 | 69 ° Primetime Emmy Awards | Outstanding Unstructured Reality Program | Gaycation                | Nominada  | [ 15 ] |
| 2017 | 28th GLAAD Media Awards    | Outstanding Reality Program              | Gaycation                | Nominada  | [ 16 ] |
| 2018 | 29th GLAAD Media Awards    | Outstanding Reality Program              | Gaycation                | Nominada  | [ 17 ] |